# Le Torquesne
Le Torquesne é uma comuna francesa na região administrativa da Normandia, no departamento Calvados. Estende-se por uma área de 5,21 km². Em 2010 a comuna tinha 528 habitantes (densidade: 101,3 hab./km²).